# 3924-es busz
A 3924-es jelzésű autóbuszvonal egy Sátoraljaújhely és Révleányvár között közlekedő helyközi járat, amelyet a Volánbusz Zrt. üzemeltet munkanapokon és munkaszüneti napokon, Nagyrozvágy és Ricse érintésével.

## Útvonala
Sátoraljaújhely vasútállomásról indul. Először érinti a Hősök terét, majd a Volán-telepi bejárati út felé hagyja el a várost. Első település Alsóberecki, aztán a bodroghalmi elágazás következik. A szlovák határ mentén haladva Karos község jön, és a szomszédos Karcsa és Pácin, mely határátkelővel is rendelkezik. A vonal 30. kilométerénél érkezik Nagyrozvágyra és a vele összenőtt Kisrozvágyra, nem sokkal később a 3807-es mellékúton Semjén jön. A cigándi járás egyik faluját délnyugati irányban Ricse kíséri, miután átkelt a busz a Ricse-főcsatornán. A nagyközség Vörösmarty utcáján robog el az onnan 8 kilométerre fekvő Révleányvárra. A busz itt végállomásozik.
Ellentétes irányban útvonala változatlan.

## Közlekedése
Indításszáma alacsony, Révleányvárra mindössze Nagyrozvágyról van indítás, ellentétes irányban teljes vonalon közlekedik egy munkanapi. Sátoraljaújhelyen vasúti csatlakozása van Szerencsre. A 3920-as és 3925-ös vonalak útján halad.
| Útvonal                                     | Indításszám | Közlekedési rend     |
| ------------------------------------------- | ----------- | -------------------- |
| Nagyrozvágy, aut. vt. ➝ Révleányvár, Fő tér | 1 oda       | munkaszüneti napokon |
| Révleányvár, Fő tér ➝ Ricse, v.bolt         | 1 oda       | munkanapokon         |
| Révleányvár, Fő tér ➝ Sátoraljaújhely, vá.  | 1 oda       | munkanapokon         |

## Megállóhelyei
| Csak az ellentétes irányból érkező érinti. |                                                      |         | |
| ∫                                          | Sátoraljaújhely, vasútállomás végállomás             | ∫       | 1449 3729, 3870, 3881, 3900, 3901, 3903, 3907, 3909, 3919, 3920, 3923, 3925, 3929, 3930 Füzér InterCity, Zemplén InterCity, személyvonat – Sátoraljaújhely [80.] |
| ∫                                          | Sátoraljaújhely, Kossuth utca 33.                    | ∫       | 1449 3870, 3871, 3900, 3901, 3903, 3907, 3909, 3919, 3920, 3923, 3925, 3929, 3930                                                                                |
| ∫                                          | Sátoraljaújhely, Hősök tere                          | ∫       | 1449 3870, 3871, 3900, 3901, 3903, 3907, 3909, 3919, 3920, 3923, 3925, 3929, 3930                                                                                |
| ∫                                          | Sátoraljaújhely, Volán-telep bejárati út             | ∫       | 3907, 3919, 3920 |
| ∫                                          | Felsőberecki rév                                     | ∫       | 3919, 3920, 3923, 3925 |
| ∫                                          | Alsóberecki, Petőfi utca                             | ∫       | 3919, 3920, 3923, 3925 |
| ∫                                          | Alsóberecki, autóbusz-váróterem                      | ∫       | 3919, 3920, 3923, 3925 |
| ∫                                          | Alsóberecki, Kossuth utca                            | ∫       | 3920, 3923, 3925 |
| ∫                                          | Bodroghalmi elágazás                                 | ∫       | 3872, 3873, 3875, 3920, 3923, 3925 |
| ∫                                          | Karos, nemzeti emlékpark                             | ∫       | 3872, 3873, 3920, 3923, 3925 |
| ∫                                          | Karos, autóbusz-váróterem                            | ∫       | 3872, 3873, 3920, 3923, 3925 |
| ∫                                          | Karos, felső bejárati út                             | ∫       | 3872, 3873, 3920, 3923, 3925 |
| ∫                                          | Becskedtanya                                         | ∫       | 3872, 3873, 3920, 3923, 3925 |
| ∫                                          | Karcsa, takarékszövetkezet                           | ∫       | 3872, 3873, 3920, 3923, 3925 |
| ∫                                          | Karcsa, községháza                                   | ∫       | 3872, 3873, 3920, 3923, 3925 |
| ∫                                          | Karcsa, Kossuth utca                                 | ∫       | 3872, 3873, 3920, 3923, 3925 |
| ∫                                          | Pácin, Köböltó utca 14.                              | ∫       | 3872, 3873, 3920, 3923, 3925 |
| ∫                                          | Pácin, várkastély                                    | ∫       | 3872, 3873, 3920, 3923, 3925 |
| ∫                                          | Pácin, posta                                         | ∫       | 3872, 3873, 3920, 3923, 3925 |
| ∫                                          | Pácin, Mogyorósi utca                                | ∫       | 3872, 3873, 3920, 3923, 3925 |
| ∫                                          | Cigándi útelágazás                                   | ∫       | 3872, 3873, 3920, 3923, 3925 |
| ∫                                          | Kisbelsőtanya                                        | ∫       | 3872, 3873, 3920, 3923, 3925 |
| 0                                          | Nagyrozvágy, autóbusz-váróterem vonalközi végállomás | 0.0 km  | 3872, 3873, 3920, 3923, 3925 |
| 1                                          | Nagyrozvágy, községháza                              | 0.4 km  | 3872, 3873, 3920, 3923, 3925 |
| 2                                          | Kisrozvágy, vegyesbolt                               | 1.5 km  | 3872, 3873, 3920, 3923, 3925 |
| 3                                          | Semjén, újfalu                                       | 3.7 km  | 3872, 3873, 3923, 3925 |
| 4                                          | Semjén, Ady Endre utca 16.                           | 4.2 km  | 3872, 3873, 3923, 3925 |
| 5                                          | Semjén, ricsei elágazás                              | 5.0 km  | 3872, 3873, 3877, 3879, 3923, 3925 |
| 6                                          | Semjén, Rákóczi utca 4.                              | 5.7 km  | 3872, 3873, 3877, 3879, 3923, 3925 |
| 7                                          | Ricse, újtelep                                       | 6.6 km  | 3872, 3873, 3877, 3879, 3923, 3925 |
| 8                                          | Ricse, óvoda                                         | 7.2 km  | 3872, 3873, 3877, 3879, 3923, 3925 |
| 9                                          | Ricse, vegyesbolt vonalközi végállomás               | 7.9 km  | 3872, 3873, 3877, 3878, 3879, 3887, 3923, 3925 |
| 10                                         | Ricse, szociális otthon                              | 8.5 km  | 3872, 3877, 3878, 3879, 3887, 3923, 3925 |
| 11                                         | Erdészlak bejárati út                                | 12.0 km | 3872, 3878, 3887 |
| 12                                         | Révleányvár, Fő tér végállomás                       | 14.1 km | 3872, 3873, 3878, 3879, 3925 |